# Барсукова, Анна Витальевна
Анна Витальевна Барсукова (девичья фамилия — Сидоренко); род. 7 октября 1981, Никополь) — российский кинорежиссёр, сценарист, оператор и музыкант. Член Союза кинематографистов России с 2019 года, член международного общества Women in Film & Television Vancouver (WIFTV), член Гильдии неигрового кино и телевидения.

## Биография
Родилась 7 октября 1981 года в городе Никополь, Днепропетровской области, УССР. С детства занималась музыкой и спортом, участвовала в соревнованиях по художественной гимнастике, занимала первые места на региональных конкурсах скрипачей. В 2001 году окончила Запорожское музыкальное училище им. Майбороды по двум специальностям: дирижёр малого симфонического оркестра, скрипачка. В 2006 году окончила Ростовскую государственную консерваторию им. Рахманинова. В студенческие годы принимала участие в культурных мероприятиях (посещала литературные вечера, писала стихи, являлась вокалисткой и скрипачкой различных молодёжных музыкальных групп). На Международном фестивале современной музыки «Ростовские премьеры» в составе студенческого оркестра играла с композиторами и музыкантами современности — Юрием Башметом (альт), Сергеем Яковенко (баритон), Сергеем Словачевским (виолончель), дуэтом из Германии Татьяной Бломе (фортепиано) и Франком Лунте (саксофон), Гия Канчели (композитор). В 2016 году получила диплом с отличием о профессиональной переподготовке — специальность «Режиссура».

## Фильмография
- 2016 «Прерванный путь» короткий метр, игровое кино[11]
- 2017 «Ты не один!»[12][13][14] короткий метр, документальный[15][16]
- 2019 «Голос за безгласных»[17] короткий метр, документальный[18]
- 2023 «Между отчаянием и надеждой»[19][20][21] документальный[22][23]

## Награды
- 2019 «Голос за безгласных»[24]

(выборочно)
| Фестиваль                                                          | Награда                                                    |
| ------------------------------------------------------------------ | ---------------------------------------------------------- |
| Открытый фестиваль дебютов «Магия кино» (Одинцово, Россия)         | ГРАН-ПРИ (председатель Егор Кончаловский)                  |
| Международный фестиваль «ZILANT»(Казань, Россия)                   | Лучший социальный фильм                                    |
| Международный фестиваль «Отцы и дети»                              | Лауреат                                                    |
| Whistleblower Summit & Film Festival (Вашингтон, США)              | Финалист, премьера фильма в США 1 августа 2019             |
| Chhatrapati Shivaji International Film Festival 2019 (Пуна, Индия) | Победитель премии в категории «Лучшая концепция»           |
| KinoDUEL Международный кинофестиваль (Минск, Беларусь)             | Приз победителя за «Самый жизнеутверждающий фильм»         |
| Кинофестиваль «Святой Владимир» (Севастополь, Крым)                | Специальный приз фонда «Одиссей»                           |
| Changing Face International Film Festival (Сидней, Австралия)      | Финалист, телевизионная премьера в Австралии 26 марта 2020 |
| Премия «На благо мира» (Москва, Россия)                            | Финалист                                                   |
| JellyFEST (Лос-Анджелес, США)                                      | Полуфиналист                                               |
| Courage Film Festival (Берлин, Германия)                           | Полуфиналист                                               |

- «Ты не один!»

(выборочно)
| Фестиваль                                                                            | Награда                                                                                    |
| ------------------------------------------------------------------------------------ | ------------------------------------------------------------------------------------------ |
| Picture this… (Калгари, Канада)                                                      | ГРАН-ПРИ (в номинации короткометражных док.фильмов)                                        |
| Специальная программа «Вечные ценности» XXVIII ОФДК «РОССИЯ» (Екатеринбург, Россия)  | Главный приз                                                                               |
| Международный фестиваль «Берегиня» (Архангельск)                                     | Лауреат I степени                                                                          |
| Открытый всероссийский фестиваль «Магия кино» (Одинцово, Россия)                     | Лауреат I степени                                                                          |
| International festival «CINEMA CAMP» (Казань, Россия)                                | «Лучший документальный фильм»                                                              |
| Международный фестиваль «Отцы и дети» (Орёл, Россия)                                 | Лауреат «Лучший фильм на социальную тему» Награда «Музыка кино»                            |
| Региональная независимая премия «Юг-Эксперт» (Ростов-на-Дону)                        | Финалист конкурса — Лучший социальный проект Юга России 2017 в номинации «Поддержка семьи» |
| Всероссийский конкурс Центров и программ родительского просвещения (Москва, Россия)  | Приз «За пропаганду семейных ценностей силами кинематографа»                               |
| XIII Международный Сретенский Православный кинофестиваль «Встреча» (Обнинск, Россия) | Лауреат                                                                                    |

- 2016 «Прерванный путь»

| Фестиваль                                                               | Награда |
| ----------------------------------------------------------------------- | --- |
| VII Открытый фестиваль социальной рекламы «Выбери жизнь» (Екатеринбург) | Победитель в номинации «Общественное признание»                                                                              |
| Открытый фестиваль"Мой Край" (Ростов-на-Дону)                           | Лучший игровой фильм; Лучшая звукорежиссура; Лучшая кинооператорская работа; Лучшая актёрская работа (вручена Ольге Жаровой) |